# Praça Tiradentes (Ouro Preto)
La Praça Tiradentes, in italiano Piazza Tiradentes, è la piazza principale della città di Ouro Preto, nello stato brasiliano di Minas Gerais. Fu il luogo dove nel 1792 venne esposta la testa del martire per l'indipendenza Joaquim José da Silva Xavier, detto Tiradentes. Nel suolo dove era stato issato il palo, nella piazza che oggi porta il suo nome, attualmente si trova un monumento al martire. Curiosamente, la statua bronzea di Tiradentes dà di spalle alla residenza ufficiale del governatore dell'epoca.

## Nome
Il luogo dove oggi si trova la Praça Tiradentes, nella città che anticamente si chiamava Vila Rica, era noto nel diciottesimo secolo come Morro de Santa Quitéria e per quasi tutto il diciannovesimo si chiamò Praça da Independência ("Piazza dell'Indipendenza"). Nel 1894, con l'inaugurazione del monumento in onore di Tiradentes, fu ribattezzata Praça Tiradentes.

## Storia

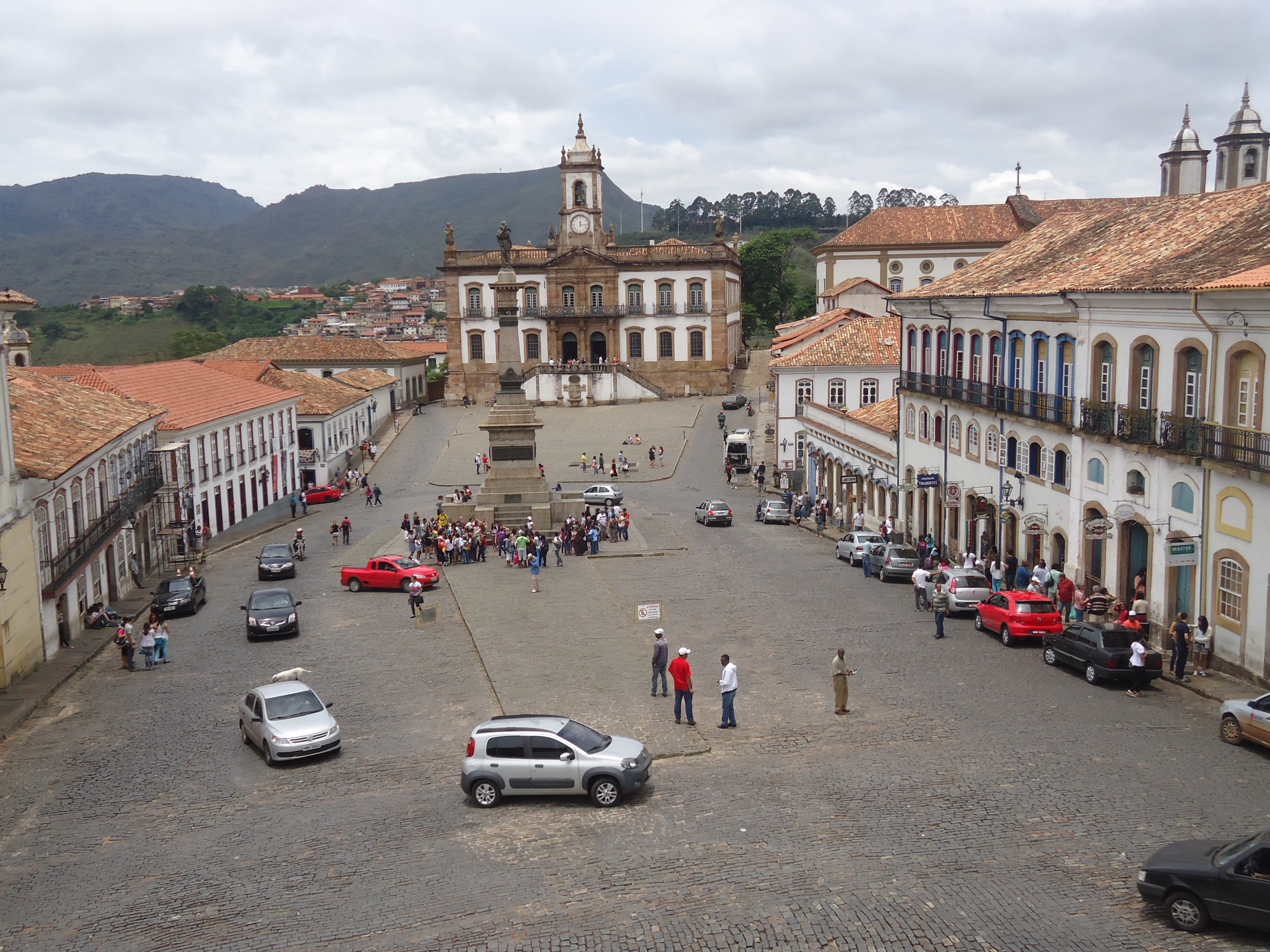
La piazza con il monumento a Tiradentes al centro.

Intorno al 1750, cominciava a formarsi il complesso architettonico della piazza. Nel 1748 circa, cominciava ad entrare in funzione nel luogo il nuovo palazzo dei Governatori. Oggi, la Praça Tiradentes è segnata da due edifici imponenti; il Museo della Cospirazione (nell'ex-camera e prigione, costruita a partire dal 1784), e il museo di Scienza e Tecnica (nell'ex-palazzo dei Governatori).
A circondare lo slargo sono presenti delle case coloniali delle quali spicca il complesso Alpoim, un gruppo di abitazioni che sarebbero state progettate dal brigadiere José Fernandes Pinto Alpoim, che vanno dal numero 52 al numero 70. Tra di loro c'è la casa di Don Manuel de Portugal e Castro, che fu l'ultimo governatore della Capitaneria di Minas Gerais durante il periodo coloniale. Sulla ringhiera di uno dei balconi vi è l'iscrizione seguente:
Secondo una leggenda, l'amante del governatore ordinò che l'iscrizione fosse incisa sul balcone di casa sua, oggi nota come "Casa della Baronessa". Dove oggi sorge il Restaurante Estudantil, nel diciottesimo secolo sorgeva la Santa Casa de Misericórdia. Essendo la piazza principale del centro storico, è anche il luogo dove si organizzano gli eventi pubblici principali della città, come il carnevale o i festeggiamenti per il Capodanno.